# Phương Trinh Jolie
Phương Trinh Jolie, tên thật Nguyễn Ngọc Phương Trinh (sinh ngày 7 tháng 10 năm 1988 tại An Giang - Việt Nam), là một nữ ca sĩ kiêm diễn viên điện ảnh và diễn viên truyền hình người Việt Nam.

## Tiểu sử
Phương Trinh Jolie có tên khai sinh là Nguyễn Ngọc Phương Trinh, sinh ngày 7 tháng 10 năm 1988, từng học tại Trường Đại học Khoa học Xã hội và Nhân văn, Đại học Quốc gia Thành phố Hồ Chí Minh.

## Sự nghiệp
Năm 2002, cô đoạt giải nhất "Tiếng Hát Truyền hình An Giang".
Năm 2006, cô đoạt giải đặc biệt "Ngôi sao Tiếng hát Truyền hình Thành phố Hồ Chí Minh 2006".
Năm 2014, cô đổi nghệ danh từ Phương Trinh thành Phương Trinh Jolie để tránh nhầm lẫn với Angela Phương Trinh.
Tháng 7 năm 2011, cô tham gia nhóm Amigo G do công ty Amigos của ông bầu Hoàng Vũ thành lập công cùng với Miko Lan Trinh và Ngân Khánh nhưng vào tháng 8 năm 2012 cô rời nhóm (trước đó Ngân Khánh rời nhóm và được thay thế bởi Đàm Phương Linh) rồi nhóm cũng tan rã ngay sau đó.
Năm 2017, cô đoạt giải nhất cuộc thi "Hãy nghe tôi hát" 2017.

### Đời tư
Phương Trinh Jolie tiết lộ đang hẹn hò diễn viên kém 3 tuổi, Lý Bình. Cô chọn công khai tình cảm vào ngày 8/3 như một cách đặc biệt để kỷ niệm.
Trước đó, Phương Trinh và Lý Bình vướng tin đồn hẹn hò khi cả hai thường xuyên bị phát hiện đi du lịch chung. Nam diễn viên là người góp mặt trong nhiều MV của nữ ca sĩ.

### Sản phẩm âm nhạc

#### Đĩa
- Một Ngày Yêu (album)
- Bỏ Lại (single)
- Cứ Thế Mong Chờ (single)
- I Need You (single)
- No More (single)

#### MV
- Yêu Đi
- Vì Nhớ Ai
- Có Khi Nào
- Cố Quên
- Bỏ Lại
- Bye
- Có Chăng Em Mùa Xuân
- Nợ (Acoustic Version)
- I Need You (Dance Version)
- I Need You (Daniel Mastro)
- Nếu Yêu Thương Là Chuyện Một Người
- Em Không Muốn Cô Đơn
- Mashup Một Nhà
- Cứ Thế Mong Chờ
- Nobody Like You
- Mất (Vitamin D Remix)
- Yêu Đi 2
- Khi Nào Anh Ghé Chơi (với Mr. White)

## Phim đã tham gia

### Phim truyền hình
| Năm  | Tựa phim                  | Vai diễn           | Kênh  | Đóng với                    | Ghi chú           |
| ---- | ------------------------- | ------------------ | ----- | --------------------------- | ----------------- |
| 2008 | Bò cạp tím                | Ngọc               | HTV9  | Lương Thế Thành             |                   |
| 2009 | Dù gió có thổi            | Hoài Thư           | HTV3  |                             |                   |
| 2009 | Siêu mẫu xì trum          | Mimi               | HTV9  |                             |                   |
| 2010 | Mẹ chồng nàng dâu         | Bảo Trân           | THVL1 |                             |                   |
| 2010 | Thụy khúc                 | Hương              | HTV7  |                             |                   |
| 2010 | Tình yêu tìm lại          | Thanh Phương       | HTV7  | Hồ Trung Dũng, Hà Trí Quang |                   |
| 2010 | Vũ điệu tình yêu          | Ngọc Mỹ            | HTV7  |                             |                   |
| 2010 | Tại tôi                   | Thanh Nguyên       | HTV9  |                             |                   |
| 2011 | Không phải tôi            | Quỳnh Anh          | HTV7  | Trí Quang                   |                   |
| 2012 | Hoa phù dung              | Linh Huệ           | THVL1 |                             |                   |
| 2012 | Bến tình yêu              | Ái Phương          | HTV7  |                             |                   |
| 2012 | Tết ơi Xuân à             | Lê                 | HTV2  |                             |                   |
| 2013 | Nghiệt oan                | Như Tâm            | HTV7  |                             |                   |
| 2014 | Lửa trên băng             | Xuân Hảo           | HTV7  | Thanh Duy                   |                   |
| 2014 | Tình yêu và thử thách     | Thanh Trà          | HTV7  | Lương Thế Thành             |                   |
| 2015 | Kẻ thù giấu mặt           | Ngọc Hân           | THVL1 | Minh Luân                   |                   |
| 2017 | Gia đình là số 1 (phần 1) | Phương Trinh Jolie | HTV7  |                             | Khách mời tập 105 |
| 2017 | Biệt đội siêu hài         |                    | HTV7  |                             |                   |
| 2020 | Gia đình là số 1 (phần 3) | Hà Như             | HTV7  |                             |                   |

### Phim điện ảnh
| Năm  | Tựa phim              | Vai diễn            | Đóng với |
| ---- | --------------------- | ------------------- | -------- |
| 2012 | Hello cô Ba           | Phấn                |          |
| 2013 | Tèo em                | thư ký của Tí       |          |
| 2014 | Để Mai tính 2         | Thảo                |          |
| 2016 | Fan Cuồng             | Mỹ Kỳ               |          |
| 2017 | Chí Phèo ngoại truyện | Phương              |          |
| 2017 | Sắc đẹp ngàn cân      | Jolie               |          |
| 2018 | Ông ngoại tuổi 30     | bạn gái của Sơn Huy |          |

## Chương trình truyền hình đã tham gia
| Năm  | Chương trình                           | Vai trò                | Cùng                                | Phát sóng trên |
| ---- | -------------------------------------- | ---------------------- | ----------------------------------- | -------------- |
| 2011 | Lữ khách 24h (Tập 51, Tập 52)          | Người chơi             |                                     | HTV7           |
| 2012 | Chuyện đêm muộn                        | Khách mời              |                                     | VTV3           |
| 2012 | Đọ sức âm nhạc                         | Người chơi             | Milan, Trang Nhung, Kelly           | HTV7           |
| 2014 | Vui sống mỗi ngày (13/5) (20/5) (11/7) | Khách mời              |                                     | VTV3           |
| 2014 | Tôi là... người chiến thắng (Mùa 2)    | Thí sinh               |                                     | HTV7           |
| 2015 | Hello (Số 47)                          | Khách mời              |                                     | Yeah1TV        |
| 2015 | Trò chơi âm nhạc                       | Người chơi             |                                     | VTV3           |
| 2015 | Ơn giời, cậu đây rồi! (Mùa 2 - Tập 4)  | Người chơi             | Trấn Thành                          | VTV3           |
| 2015 | Showbiz 101 (Tập 18)                   | Khách mời              |                                     | View TV - VTC8 |
| 2015 | Tuyệt đỉnh giác quan (Tập 18)          | Đội trưởng             |                                     | THVL1          |
| 2016 | Kỳ tài thách đấu (Mùa 1 - Tập 5)       | Khách mời              |                                     | HTV7           |
| 2016 | Song đấu (Tập 7)                       | Đấu sĩ                 |                                     | VTV3           |
| 2016 | Chung sức (Tập 21)                     | Người chơi             | Kim Ngọc, Hồng Ngọc, Hoàng Tôn      | HTV7           |
| 2016 | Đàn ông phải thế (Mùa 1 - Tập 32)      | Người chơi             | Hoàng Tôn                           | HTV7           |
| 2016 | Ngạc nhiên chưa (Tập 37)               | Người chơi             | Hồ Đức Lợi                          | HTV7           |
| 2016 | Bếp chiến (Tập 13)                     | Khách mời              |                                     | YanTV          |
| 2017 | Hát mãi ước mơ (Mùa 1 - Tập 7)         | Giám khảo khách mời    |                                     | HTV7           |
| 2017 | Kỳ tài thách đấu (Mùa 2 - Tập 7)       | Khách mời              |                                     | HTV7           |
| 2017 | Alo phim nghe (19/8)                   | Khách mời              |                                     | HTV7           |
| 2017 | Mặt nạ ngôi sao (Tập 6)                | Thí sinh               |                                     | HTV7           |
| 2017 | Sinh ra để tỏa sáng                    | Thí sinh               | HLV nhí - bé Hoàng Vân (Piano)      | VTV3           |
| 2017 | Alo Alo (Số 65)                        | Khách mời              |                                     | Yeah1TV        |
| 2017 | Khẩu vị ngôi sao (Tập 8)               | Khách mời              |                                     | HTV7           |
| 2017 | Giọng ải giọng ai (Mùa 2 - Tập 10)     | Khách mời              | Trấn Thành, Thu Trang               | HTV7           |
| 2017 | Hãy nghe tôi hát (Mùa 2)               | Thí sinh               |                                     | THVL1          |
| 2018 | Chuyện của sao                         | Khách mời              |                                     | VTV9           |
| 2018 | Nhỏ to cùng mẹ                         | Khách mời              |                                     | HTV7           |
| 2018 | Thiên đường ẩm thực (Mùa 4 - Tập 4)    | Người chơi             | Liêu Hà Trinh, Phương Anh Idol      | HTV7           |
| 2018 | Ca sĩ tranh tài (Tập 5)                | Người chơi             |                                     | VTV3           |
| 2018 | Đấu trường ẩm thực (Tập 15)            | Người chơi             | Đầu bếp Phạm Mỹ                     | VTV9           |
| 2018 | Hẹn ngay đi (Tập 10)                   | Khách mời              |                                     | VTV3           |
| 2018 | Siêu bất ngờ (Mùa 4 - Tập 7)           | Người chơi             |                                     | HTV7           |
| 2018 | Ơn giời, cậu đây rồi! (Mùa 5 - Tập 13) | Người chơi             | Trường Giang                        | VTV3           |
| 2018 | Giọng ải giọng ai (Mùa 3 - Tập 14)     | Khách mời              | Trấn Thành, Sam                     | HTV7           |
| 2018 | Bản lĩnh nhóc tỳ (Mùa 2 - Tập 9)       | Người chơi             | bé Panda                            | VTV3           |
| 2018 | Tần số tình yêu (Mùa 1)                | Cố vấn                 |                                     | HTV7           |
| 2018 | Nhạc hội song ca (Mùa 2)               | Người chơi             | Nhật Hạ                             | HTV7           |
| 2018 | Giọng ca bí ẩn (Mùa 1 - Tập 13)        | Người chơi             |                                     | HTV7           |
| 2018 | Im lặng là vàng (Tập 5)                | Người chơi             | Phương Hằng                         | HTV7           |
| 2019 | Đùa như thật (Tập 18)                  | Người chơi             | Lý Bình                             | HTV7           |
| 2019 | Bản lĩnh nhóc tỳ (Mùa 3 - Tập 8)       | Người chơi             | bé Gia Hân                          | VTV3           |
| 2019 | Bộ ba siêu đẳng (Mùa 1 - Tập 7)        | Người chơi             | Lê Thiện Hiếu, Lều Phương Anh       | VTV3           |
| 2019 | Bản lĩnh ngôi sao (Tập 23)             | Người chơi             | Lý Bình, Lê Thiện Hiếu              | THVL1          |
| 2019 | Úm ba la ra chữ gì? (Tập 22)           | Người chơi             | Lý Bình                             | VTV3           |
| 2019 | Du ký cùng hoa hậu (Tập 16)            | Khách mời              |                                     | HTV7           |
| 2019 | Tuyệt đỉnh song ca (Mùa 4)             | Thí sinh               | Minh Luân                           | THVL1          |
| 2019 | Phụ nữ quyền năng (Tập 36)             | Khách mời              |                                     | HTVC Phụ Nữ    |
| 2019 | Đấu trường ẩm thực nhí                 | Người chơi             | bé Phương Vy                        | VTV9           |
| 2019 | Tường lửa (Tập 5)                      | Người chơi             | Sam                                 | VTV3           |
| 2019 | Truy tìm cao thủ (Tập 36)              | Người chơi             | Pom, Lưu Chí Vỹ, Lý Bình            | THVL1          |
| 2019 | Gà đẻ trứng vàng (Tập 3)               | Người chơi             | Quốc Thiên                          | VTV3           |
| 2019 | Bản lĩnh ngôi sao (Tập 51)             | Người chơi             | Lý Bình, Tino                       | THVL1          |
| 2020 | Sao hay chữ (Tập 6)                    | Người chơi             | Minh Dũng                           | HTV7           |
| 2020 | Bản lĩnh ngôi sao (Tập 68)             | Người chơi             | Lý Bình, Miko Lan Trinh             | THVL1          |
| 2020 | Truy tìm cao thủ (Tập 70)              | Người chơi             | Anh Tâm, Phương Hằng, Lý Bình       | THVL1          |
| 2020 | Bộ ba siêu đẳng (Mùa 2 - Tập 11)       | Người chơi             | Nguyễn Hồng Thuận, Nguyễn Hoàng Duy | VTV3           |
| 2020 | Giọng ải giọng ai (Mùa 5 - Tập 11)     | Khách mời              | Trường Giang, Chi Dân               | HTV7           |
| 2021 | Bản lĩnh ngôi sao (Tập 109)            | Người chơi             | Tăng Phúc, Lý Bình                  | THVL1          |
| 2021 | Truy tìm cao thủ (Tập 111)             | Người chơi             | Lâm Thắng, Lý Bình, Nguyễn Đình Vũ  | THVL1          |
| 2021 | Úm ba la ra chữ gì? (Mùa 3 - Tập 8)    | Người chơi             | Akira Phan                          | VTV3           |
| 2021 | Đại chiến âm nhạc                      | Người chơi             | Lê Thiện Hiếu, Tia Hải Châu         | VTV3           |
| 2021 | Tần số tình yêu (Mùa 3)                | Người dẫn chương trình | Chí Thiện                           | HTV7           |
| 2021 | Vì bạn xứng đáng                       | Người chơi             |                                     | VTV3           |